# Ceratostylis arfakensis
Ceratostylis arfakensis är en orkidéart som beskrevs av Johannes Jacobus Smith. Ceratostylis arfakensis ingår i släktet Ceratostylis och familjen orkidéer. Inga underarter finns listade i Catalogue of Life.